# ميدان بازار (البلدة القديمة)
ميدان بازار (اللغة الأذرية: بازار ميداني) أو مجمع خانقة (اللغة الأذرية: زانجا كومبليكس) هو مجمع معماري ديني تاريخي يضم أروقة من القرنين الثاني عشر إلى الثالث عشر. وهو جزء من البلدة القديمة ويقع في شارع كيشيك جالا بمدينة باكو في أذربيجان. كما تم تسجيله كمعلم معماري وطني بقرار من مجلس وزراء جمهورية أذربيجان بتاريخ 2 أغسطس 2001، رقم 132.
تم اكتشاف المجمع خلال الحفريات الأثرية التي أجريت في عام 1964 على الجانب الشمالي من برج العذراء.

## الهيكل
يشبه هيكل النصب التذكاري المسجد الحرام نظرًا لتغطيته بالأرصفة والأروقة. تم اكتشاف 52 قبراً في المنطقة نتيجة الحفريات الأثرية. معظم القبور محفوظة بشكل خاص. ويعتقد أن القبور في النصب وتحت الأقواس تعود إلى الأشخاص المتوفين. وفقاً للتقاليد الإسلامية، يتم دفن بعض الناس في الأماكن المقدسة. وعندما يكون المكان المقدس بعيدًا جدًا، فإنه يدفن الشخص في أماكن مجاورة. يعكس تأريخ الآثار الثقافية والقبور آراء عالم الآثار، مما يعني أن المكان كان في يوم من الأيام فريضة الحج.
تم اكتشاف بئر أسطواني في وسط الفناء بالقرب من القبور، وعمود كبير ذي ثمانية أضلاع. ينتصب العمود على رصيف من ثلاثة مستويات، تم بناؤه من الحجر. يبلغ ارتفاعها 1.31 متر وسمكها 48 سم.

## معرض الصور

مجموعة من الصور المنوعة للميدان
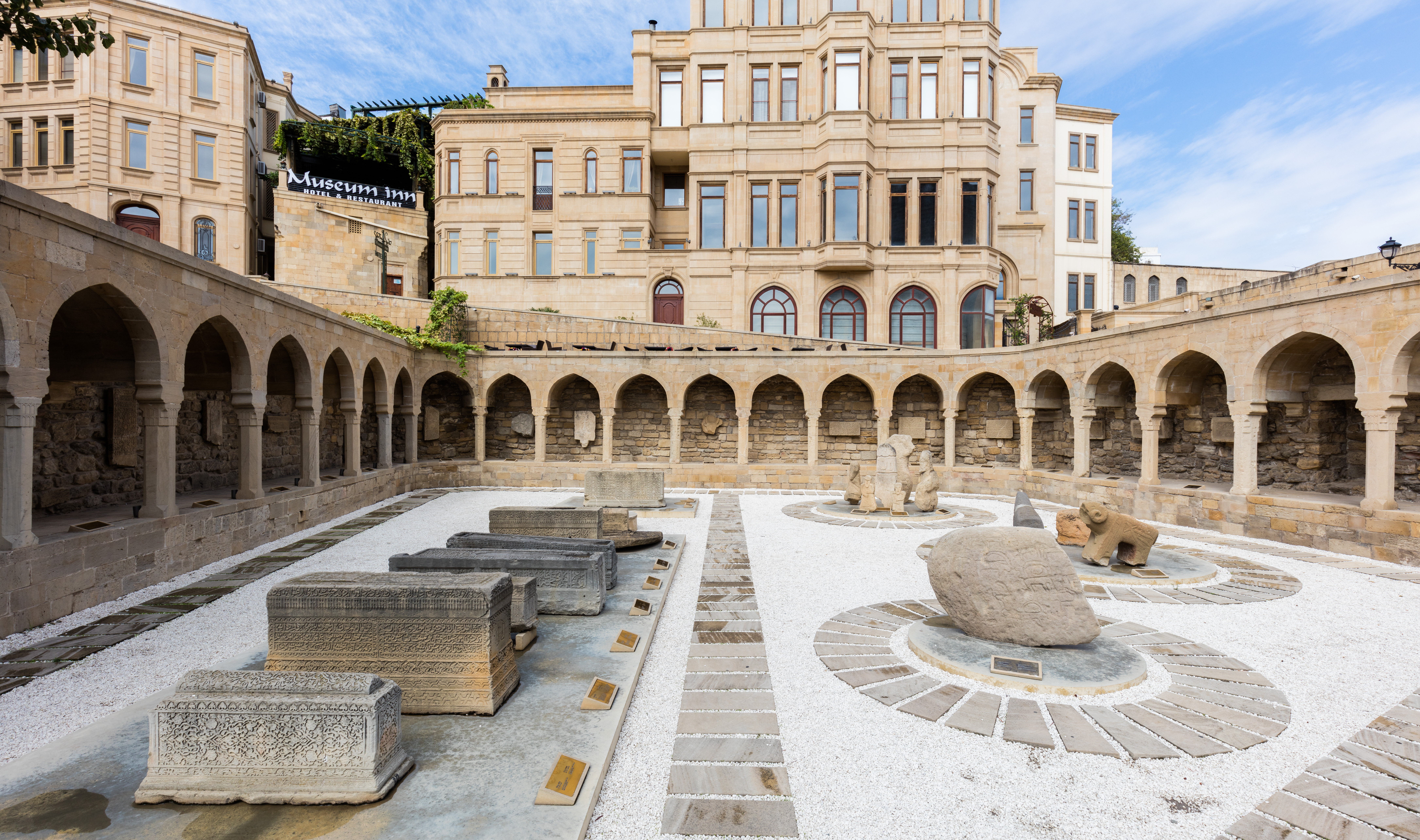
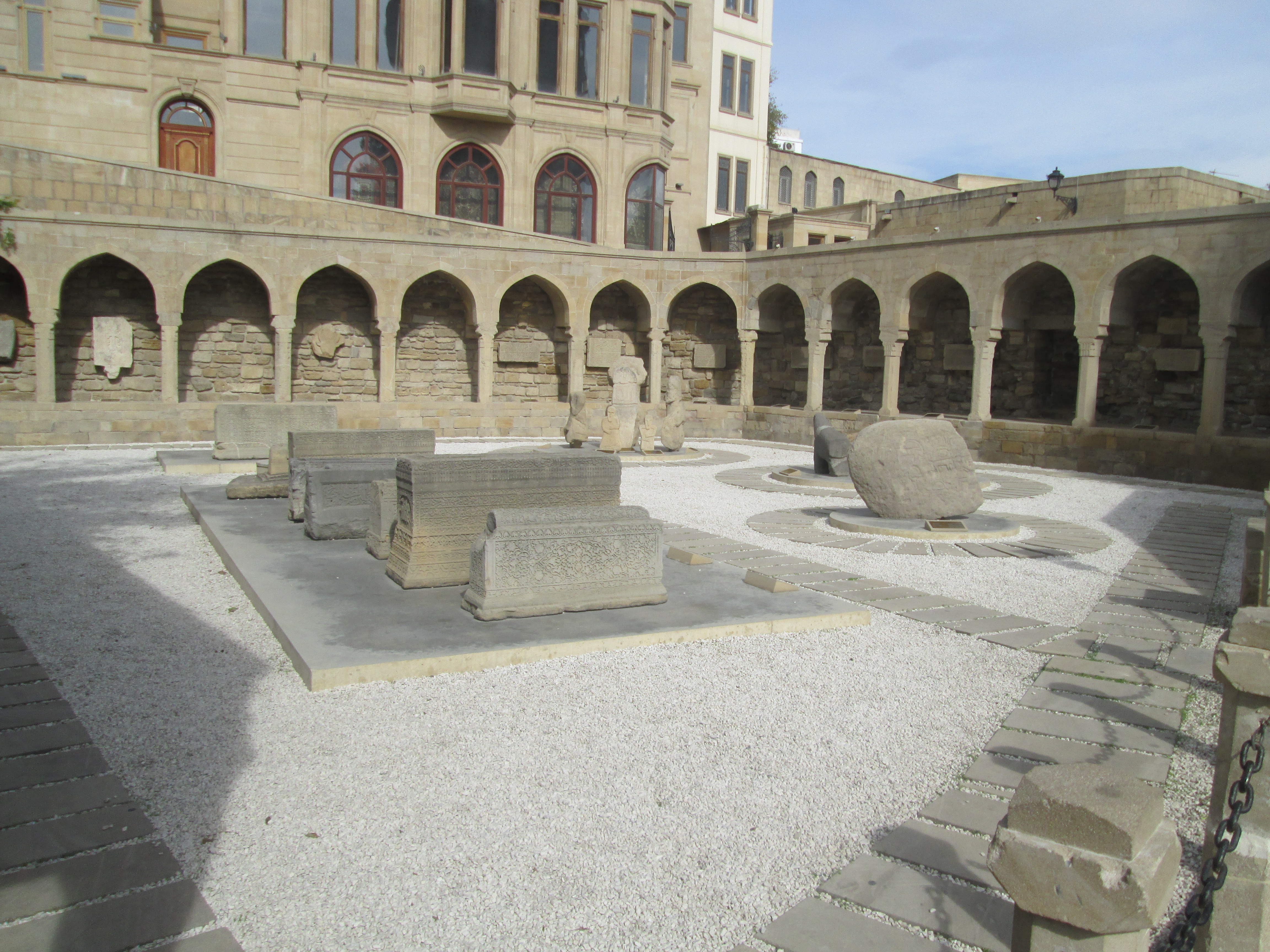
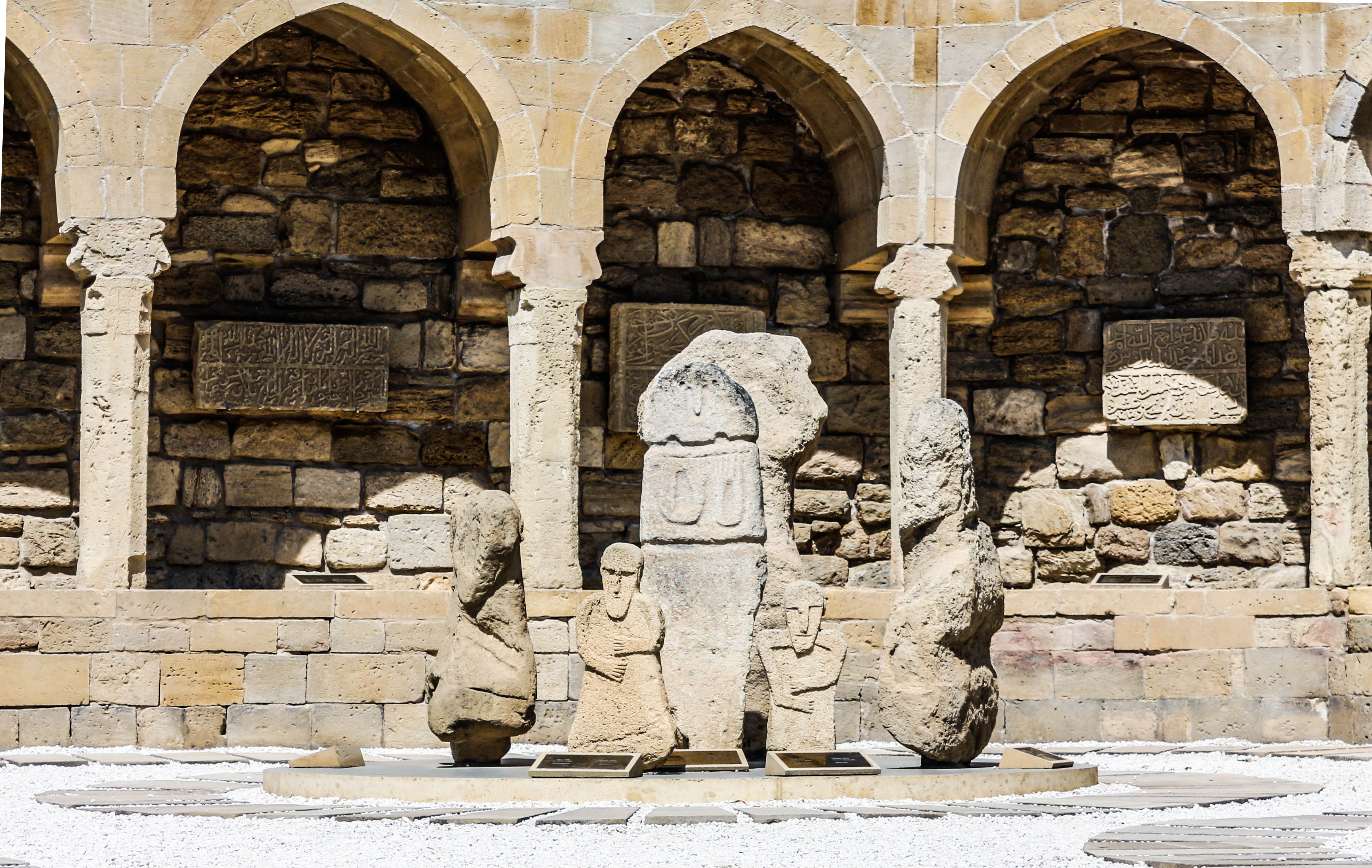
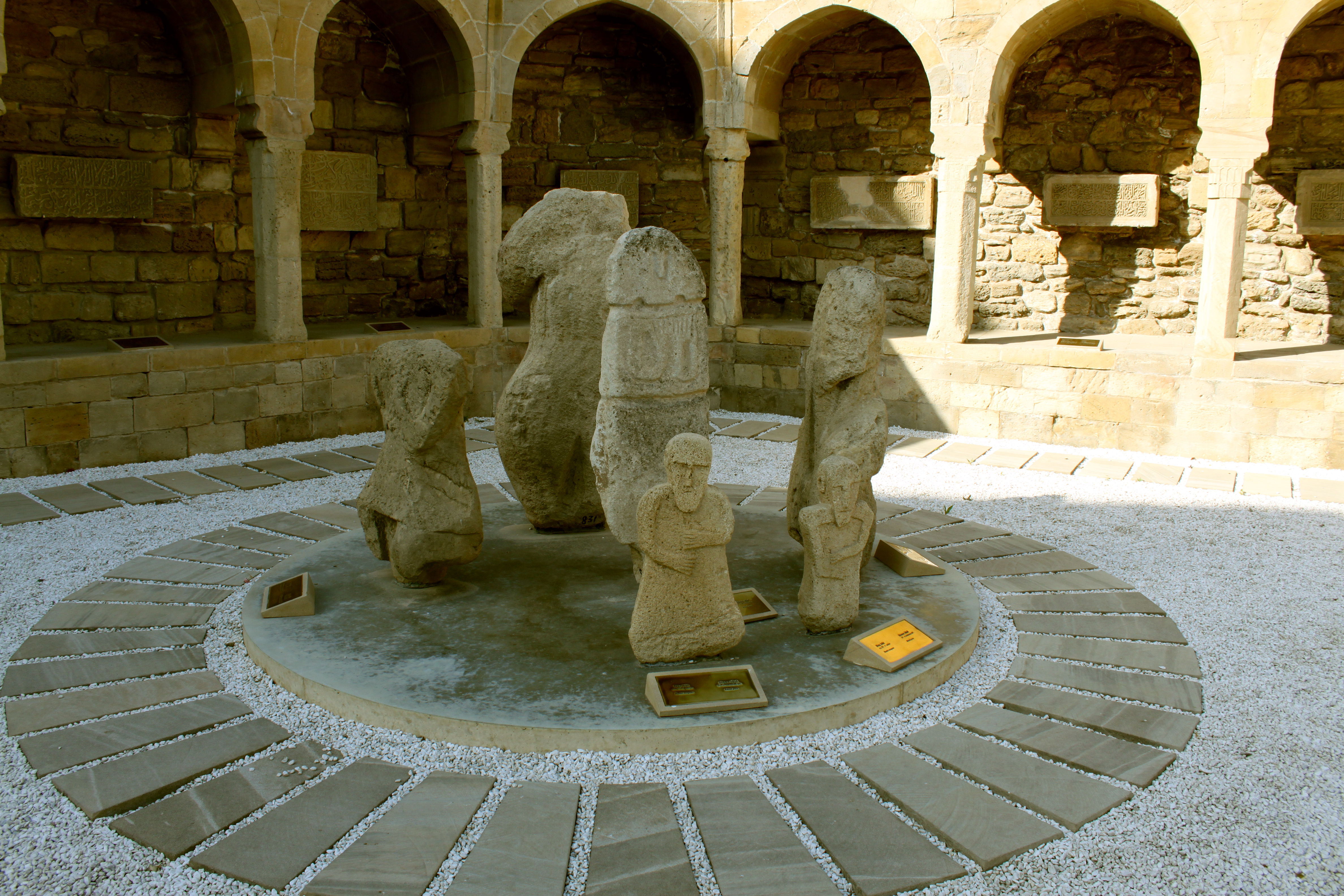
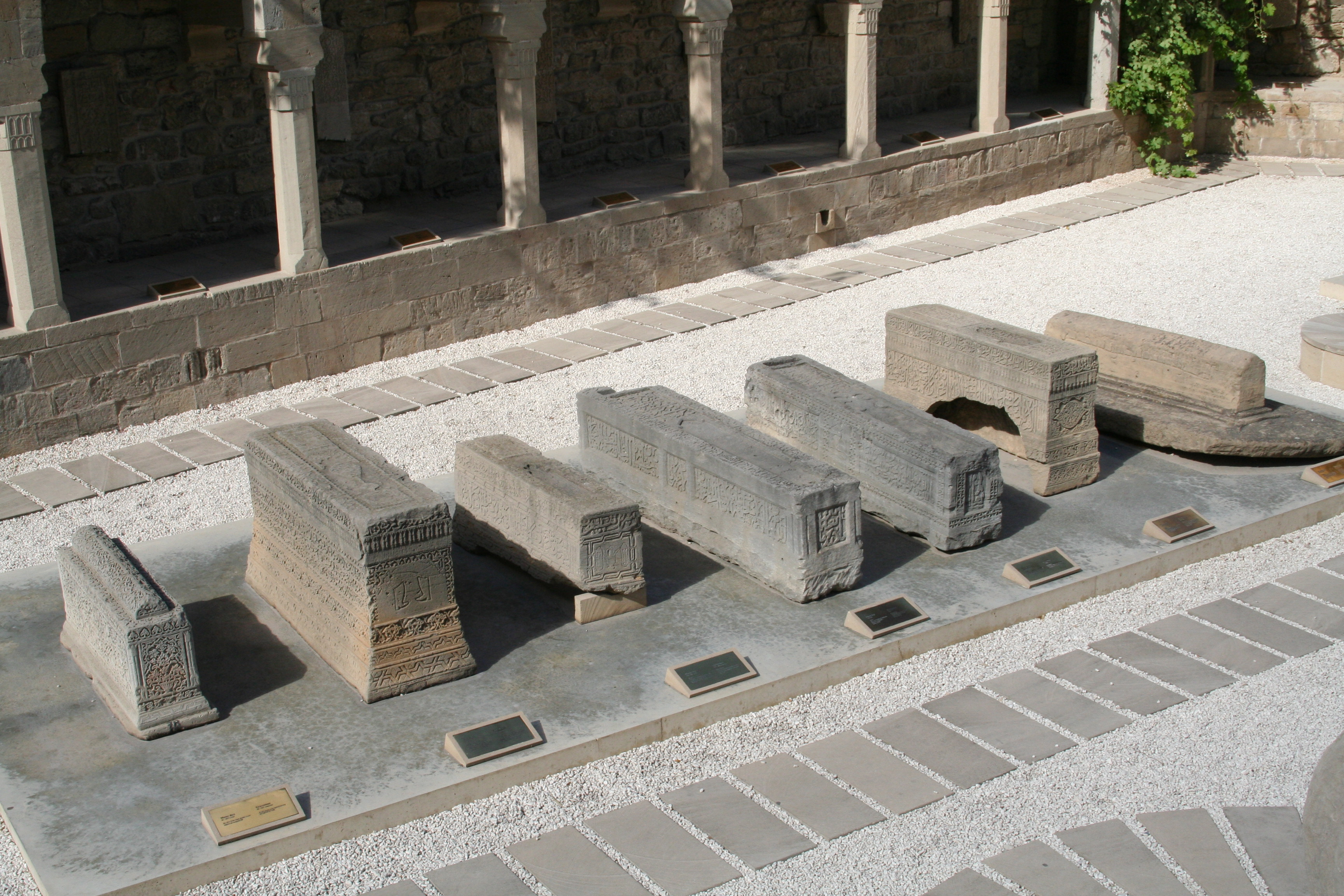
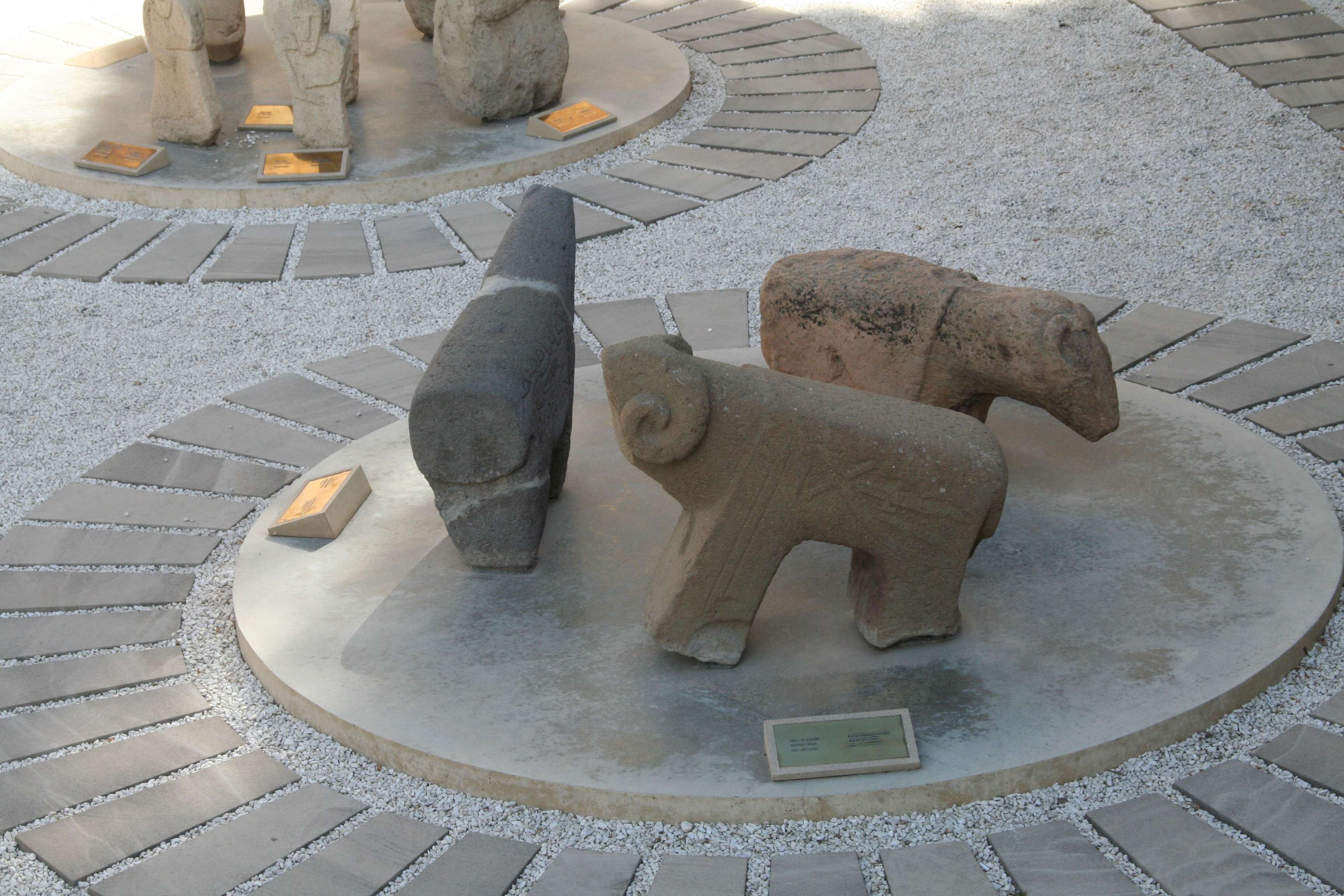